# Hirschtalsattel
Hirschtalsattel (1225 m) ist ein Sattel in den Tegernseer Bergen.

## Geographie
Der Sattel trennt den Fockenstein im Norden vom Ochsenkamp im Süden. Von Westen zur Sattelhöhe und weiter nach Norden zur Neuhüttenalm führt ein Forstweg. Nach Osten führt ein Steig durch den Stinkergraben zum Söllbachtal. Ein weiterer Steig führt nach Süden auf den Ochsenkamp.
Er ist ein wichtiger Verbindungspunkt für Wanderwege und erschließt sowohl das Isartal bei Lenggries und das Tegernseer Tal sowie die umliegenden Gipfel des Mangfallgebirge.